# Eckhard Most
Eckhard Most (* 1943) ist ein deutscher Mediziner.

## Leben
Eckhard Most studierte von 1964 bis 1969 Medizin und wurde 1971 mit einer Arbeit über die Wirkung der Betarezeptorenblocker Alprenolol, Practolol und MF 611a auf die eosinophilen Leukozyten im strömenden Blut an der Westfälischen Wilhelms-Universität Münster zum Dr. med. promoviert. Er wurde zum Facharzt für Innere Medizin approbiert. 1978 erhielt er die Venia Legendi für Innere Medizin und Kardiologie an der Universität Münster. 1981 erfolgte die Ernennung zum außerplanmäßigen Professor an der Universität Münster.
Er war von 1987 bis zu seinem Ruhestand 2008 Chefarzt des St. Vincenz-Krankenhaus Paderborn und Leiter der Medizinischen Klinik II (Kardiologie), die der federführend aufbaute.
Most war langjähriger Vorsitzender des Lenkungsausschusses der Akademie für medizinische Fortbildung der Ärztekammer Westfalen-Lippe und der Kassenärztlichen Vereinigung Westfalen-Lippe und ist deren Ehrenvorsitzender.
1993 wurde Eckhard Most vom Kardinal-Großmeister Giuseppe Kardinal Caprio zum Ritter des Ritterordens vom Heiligen Grab zu Jerusalem ernannt und am 15. Mai 1993 im Dom Mariä Heimsuchung zu Augsburg durch Bischof Anton Schlembach, Großprior der deutschen Statthalterei, in den Orden investiert. Er war seit 2007 Leitender Komtur der Komturei St. Meinwerk Paderborn; am 8. November 2014 folgte ihm Bernhard König im Amt.
Most ist seit 1965 Mitglied der katholischen Studentenverbindung AV Alsatia Münster sowie auch der KDStV Guestfalo-Silesia Paderborn, der KDStV Norbertina Magdeburg und der KÖStV Rudolfina Wien.

## Ehrungen und Auszeichnungen
- Ritterschlag zum Päpstlichen Ritter vom Heiligen Grab (1993)
- Ehrenvorsitzender der Akademie für ärztliche Fortbildung der Ärztekammer Westfalen-Lippe und der Kassenärztlichen Vereinigung Westfalen-Lippe
- Ernennung zum Ritter des Ordens vom Heiligen Papst Silvester durch Papst Franziskus für seinen langjährigen verantwortungsvollen Dienst für das Erzbistum Paderborn[1]

## Schriften
- Über die Wirkung der Betarezeptorenblocker Alprenolol, Practolol und MF 611a auf die eosinophilen Leukozyten im strömenden Blut, Universität Münster 1971 (Dissertation)
- Günter Stefan, Eckhard Most: Echokardiographie: Methodik – praktische Anwendung – Interpretation, Thieme 1981, ISBN 3-13-586401-4
- Wolfgang Stoll, Dieter R. Matz, Eckhard Most: Schwindel und Gleichgewichtsstörungen: Diagnostik – Klinik – Therapie; ein interdisziplinärer Leitfaden für die Praxis, Thieme 1986 (1. Auflage), ISBN 3-13-663201-X
- Wolfgang Stoll, Eckhard Most, Martin Tegenthoff: Schwindel und Gleichgewichtsstörungen, Thieme 2004 (4. Auflage), ISBN 3-13-663204-4
- Christian Kirsch, Eckhard Most: Doppler-Echokardiographie: systematische Einführung und multimedialer Kursus für Anfänger und Fortgeschrittene, Schattauer Stuttgart 2010, ISBN 978-3-7945-5157-6 (CD-ROM)

## Quelle
- Kürschners deutscher Gelehrten-Kalender 2001, Band 3, Seite 2158